# Большое Туманово
Большо́е Тума́ново — село в Арзамасском районе Нижегородской области, административный центр Большетумановского сельсовета.. Вплотную прилегает к Малому Туманову.
В селе расположено отделение Почты России (индекс 607253).

## Население
| 1999 | 2002  | 2010 |
| ---- | ----- | ---- |
| 1139 | ↘1053 | ↘941 |

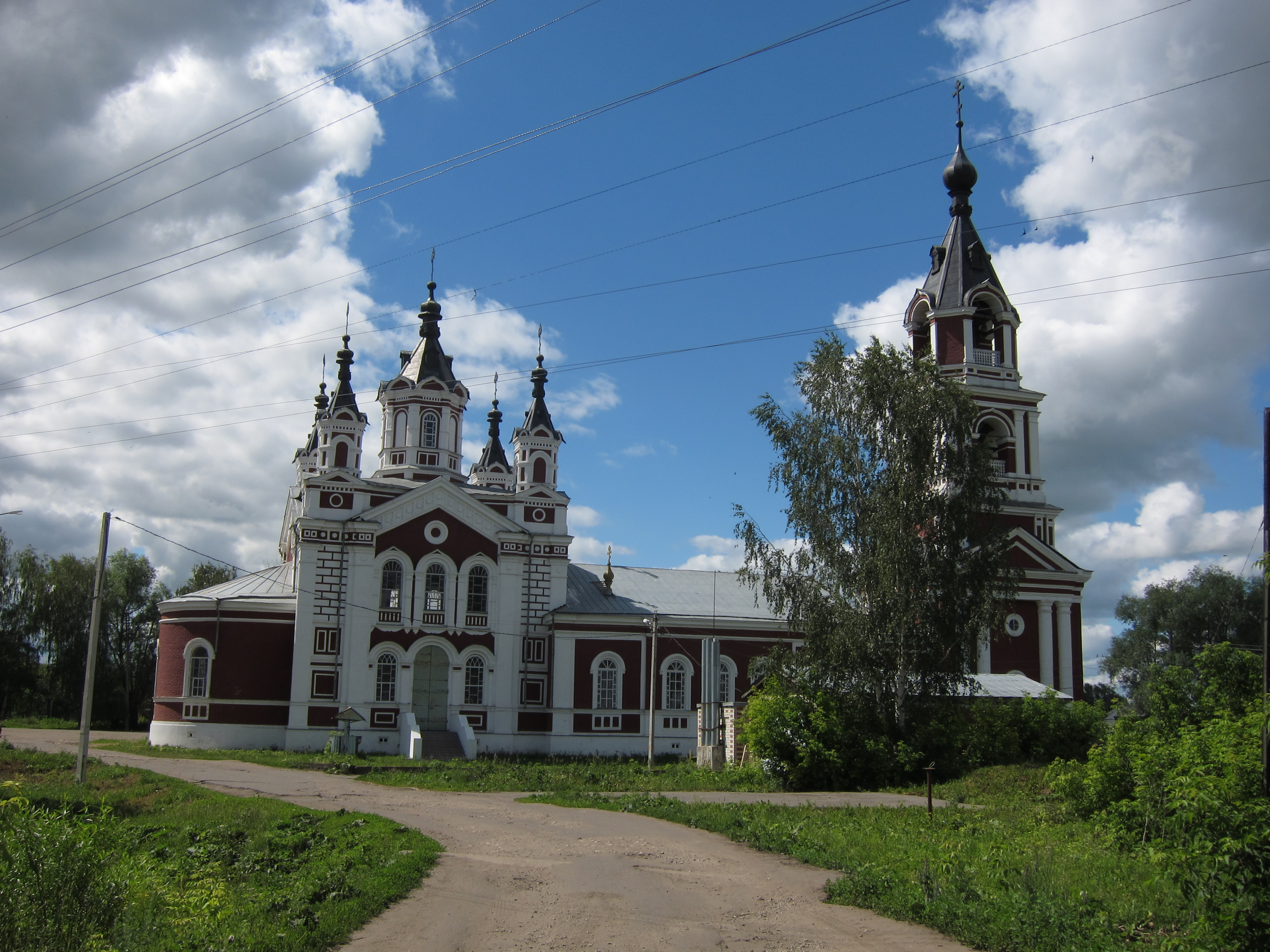
Церковь Покрова Пресвятой Богородицы
Въезд в Большое Туманово
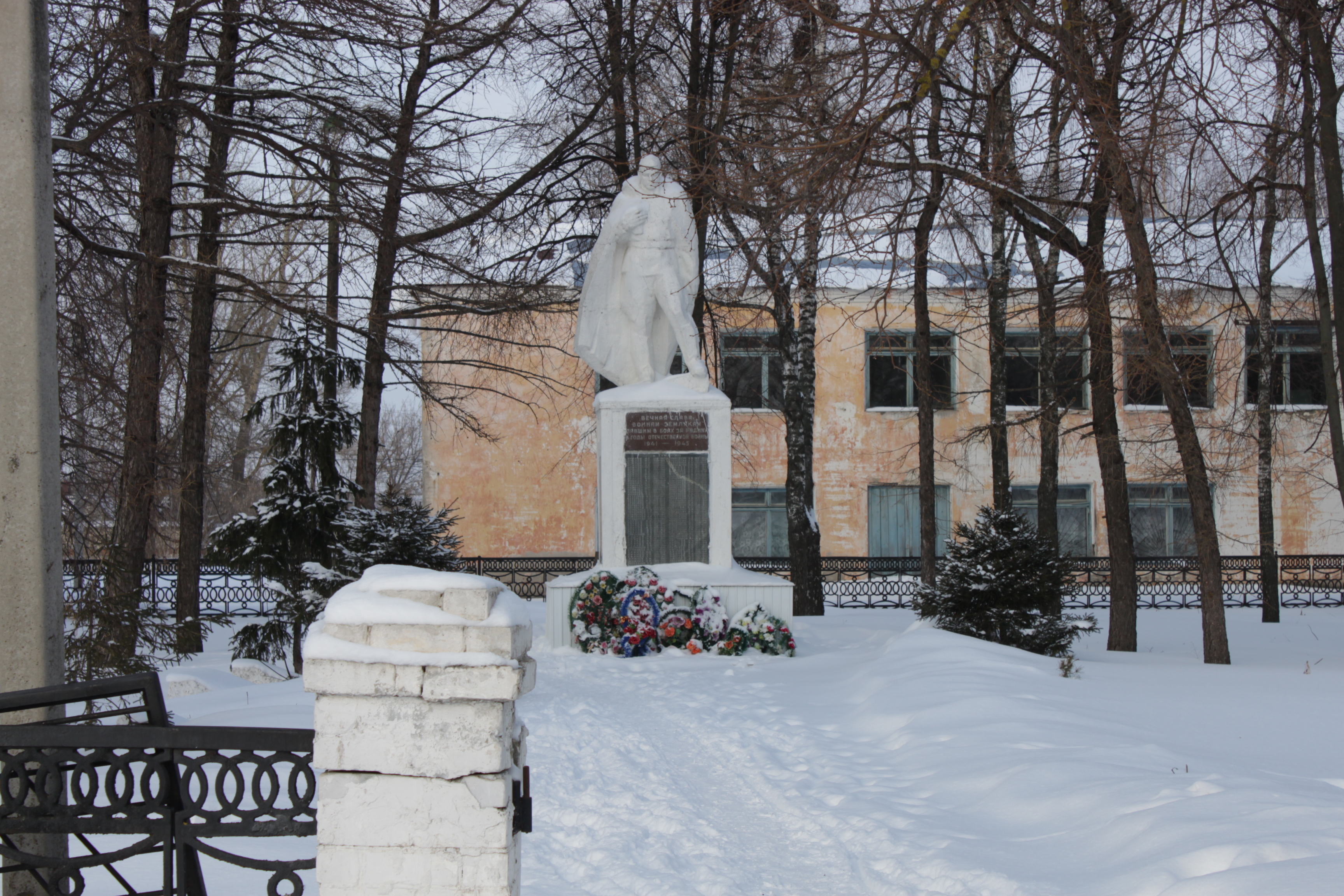
Памятник погибшим в годы войны 1941—1945